# Мадона (град)
Вижте пояснителната страница за други значения на Мадона.
Мадона (произношение) е град в Латвия и административен център на района Мадона. Градът е разположен в централната част на историческата област Видземе по нейните най-високи части. Неслучайно близо до града се намира и най-високата точка в Латвия Гайзинкалнс (312 m). Мадона се намира на 175 km от Рига.

## История
Първото споменаване на Мадона е през 1461 г. под името Бирзи като част от имотите на архиепископа на Рига. През 1461 г. Бирзи, с площ 16 km² е предаден на феодали от архиепископ Силвестър.
Статут на населено място Мадона поличава на 1 юли 1921 г., но едва на 7 юли 1926 г. е признат за град. Населението на града се увеличава значително в началото на ХХ век, когато започва работа по железопътната линия Стукмани-Гулбене-Валка и се създава железопътна гара Мадона.

## Етнически състав
Населението на Мадона през 2005 г. е било 9394 души. Жителите на града по етническа принадлежност са както следва:
- Латвийци – 80,3%
- Руснаци – 14,7%
- Беларуси – 1,7%
- Украинци – 0,9%
- Други – 2,3%

## Побратимени градове
- Орехово-Зуево, Русия
- Кулон, Франция